# Elecciones estatales del Sarre de 1994
Las elecciones estatales del Sarre de 1994 tuvieron lugar el 16 de octubre de 1994. La elección estaba programada originalmente para enero de 1995 pero finalmente los comicios se celebraron junto a las elecciones federales de 1994. El SPD perdió votos, sin embargo, siguió ostentando la mayoría absoluta, gobernando en solitario por otros cuatro años.
El SPD postuló a Oskar Lafontaine. El principal candidato de la CDU fue de nuevo Klaus Töpfer.

## Resultados
Aunque el SPD perdió cinco puntos porcentuales y perdió con el 49,4% la mayoría absoluta de los votos, mantuvo su mayoría de escaños.
La CDU siguió siendo el segundo mayor partido y ganó 5,2 puntos porcentuales y tres escaños.
Alianza 90/Los Verdes logró aumentar casi tres puntos porcentuales y obtuvo 3 escaños, siendo la primera vez que los Verdes obtenían representación parlamentaria en el estado.
El FDP/DPS perdió 3,5 puntos porcentuales y quedó con el 2,1% por primera vez desde 1970 fuera del parlamento.
El REP alcanzó el 1,4%, después de haber alcanzado en las elecciones estatales de 1990 el 3,4%.
La participación aumentó ligeramente del 83,2% al 83,5%.
Los resultados completos fueron:
| Partido | Partido     | %      | Escaños |
| ------- | ----------- | ------ | ------- |
|         | SPD         | 49,4 % | 27      |
|         | CDU         | 38,6 % | 21      |
|         | GRÜNE       | 5,5 %  | 3       |
|         | FDP/DPS     | 2,06 % | —       |
|         | REP         | 1,41 % | —       |
|         | GRAUE       | 0,59 % | —       |
|         | BFB         | 0,57 % | —       |
|         | FWG         | 0,54 % | —       |
|         | FAMILIE     | 0,48 % | —       |
|         | STATT       | 0,26 % | —       |
|         | Naturgesetz | 0,22 % | —       |
|         | ÖDP         | 0,19 % | —       |
|         | APD         | 0,18 % | —       |
|         | IEBP        | 0,01 % | —       |